# Concejo Regional Gan Raveh
El Concejo Regional Gan Raveh (en hebreo: מועצה אזורית גן רווה) (transliterado: Moatza Ezorit Gan Raveh) es un concejo regional ubicado en el Distrito Central de Israel. El área de jurisdicción del concejo se extiende a nueve asentamientos: un kibutz, seis moshavim, un asentamiento comunitario, y una aldea juvenil. En 2017, la población total del concejo era de 6.026 habitantes. El concejo sirve a los municipios de: Ayanot, Beit Hanan, Beit Oved, Gealya, Gan Sorek, Irus, Kfar HaNaguid, Netaim, y al kibutz Palmajim. El jefe del consejo regional es el judío Shlomo Elimelech.